# Brachycaudus aegyptiacus
Brachycaudus aegyptiacus är en insektsart. Brachycaudus aegyptiacus ingår i släktet Brachycaudus och familjen långrörsbladlöss. Inga underarter finns listade i Catalogue of Life.